# برفريا متقطعة حادة
البرفريا المتقطعة الحادة (اختصارًا AIP) هي اضطراب استقلابي نادر يؤثر على إنتاج الهيم بسبب نقص مادة البرفو بيلينوجين ديميناز. وهي أكثر أنواع البرفريات الحادة شيوعًا.

## العلامات والأعراض
تتظاهر البرفريا المتقطعة الحادة بشكل متغير للغاية وغير محدد. يكون المرضى لا عرضيين عادة، إذ لا يوجد قصة عائلية لمعظم حاملي جينات الإصابة لأن الحالة بقيت كامنة لعدة أجيال. تؤثر متلازمة النوبات الحادة المتقطعة على 10% فقط من حاملي الجينات المرضية. متوسط العمر عند التشخيص هو 33 عامًا. احتمالية إصابة النساء أكبر من الرجال مثلما هو الحال في البرفريات الأخرى. السمة المميزة للبرفيريا المتقطعة الحادة التي تفصلها عن البرفريات الأخرى هي عدم وجود أعراض جلدية حساسة للضوء، بالإضافة إلى النوبات الحادة.

### الهجمات الحادة
البرفريا المتقطعة الحادة هي واحدة من البرفريات الأربعة التي تظهر على شكل هجوم حاد. 90% من الأفراد المصابين لا يتعرضون لهجوم حاد ولا تظهر عليهم أعراض، لكن بحسب التقديرات فإن 5% من الأفراد المصابين يتعرضون لهجمات متكررة. تكون النوبات أكثر شيوعًا عند النساء البالغات وهي نادرة قبل سن البلوغ أو بعد انقطاع الطمث. قد تتطلب النوبات الحادة الشديدة دخول المستشفى. عادة ما يعاني المرضى من أعراض خلال نوبات تستمر من عدة ساعات إلى بضعة أيام. بين الهجمات، يكون المرضى لا عرضيين.
الأعراض الأكثر شيوعًا هي آلام البطن وعدم انتظام دقات القلب. عادةً ما يكون ألم البطن شديدًا وبشكل تشنجات (مغص) ولا يتوضع في مكان واضح محدد وغالبًا ما يكون مصحوبًا بألم في الظهر والساقين. قد يصاب المرضى أيضًا بالقيء والإمساك، ومن النادر حدوث إسهالات. تكون آلام الظهر والساق شديدة وبشكل تيبس في الظهر والفخذين يليه فقدان انعكاسات الأوتار ومن ثم الشلل. توجد أعراض نفسية، مثل السمات الشبيهة بالفصام المصحوب بجنون العظمة ولكن نادرًا ما يحدث ذهان أو هلوسة. تترافق النوبات الحادة بشكل كلاسيكي مع تلون البول باللون الأحمر الداكن الحساس للضوء (غالبًا ما يسمى بول نبيذ بورت)، ولكنه عرض غير نوعي للبرفيريا المتقطعة الحادة. لا يظهر الفحص السريري في كثير من الأحيان أي شذوذ.
نقص صوديوم الدم هو أكثر شذوذ الكتروليتي شائع أثناء النوبات الحادة، ويحدث عند 40% من المرضى ويظهر على شكل متلازمة الإفراز غير الملائم للهرمون المضاد لإدرار البول. من الشائع حدوث نقص مغنسيوم الدم. لا توجد علامات أو أعراض مرضية.
أكثر المسببات شيوعًا للنوبات الحادة هي الأدوية وأنظمة إنقاص الوزن والجراحة. ارتبطت العديد من الأدوية بالبرفريا المتقطعة الحادة بما في ذلك المضادات الحيوية، وموانع الحمل الهرمونية، وأدوية الصرع، وأدوية التخدير، وأدوية علاج فيروس نقص المناعة البشرية.

## الفيزيولوجيا المرضية
تحدث البرفريات بسبب طفرات في الجينات التي تشفّر الإنزيمات التي تشارك في تركيب الهيم. في الحالة الطبيعية، يبدأ تصنيع الهيم في المتقدرة، من ثم ينتقل إلى السيتوبلازما (الهيولى)، لينتهي مرة أخرى في المتقدرة. جميع الخلايا تُنتج الهيم، ولكن تنتج الخلايا المكونة للكريات الحمر في نخاع العظام 80% من كل الهيم وخلايا الكبد المتنية 15% منه، حيث يرتفع معدل تقلّب البروتينات الدموية. حُدّد أكثر من 100 طفرة على الذراع الطويلة للكروموسوم 11 في جين اتش ام بي اس، والذي يرمز إنزيم البرفو بيلينوجين ديميناز السيتوبلازمي. يوقف هذا النقص تصنيع الهيم في أحد مراحله، ويتراكم مستقلب البرفو بيلينوجين في السيتوبلازما.
البرفريا المتقطعة الحادة هي مرض ينتقل بالوراثة الجسدية السائدة التي تحقق حوالي 50% من النشاط الطبيعي للإنزيم المصاب. تُعتبر نفوذية البرفريا المتقطعة الحادة غير مكتملة إذ يعاني 10% فقط من حاملي الجينات المرضية من هجمات حادة مما يشير إلى دور الجينات المعدلة الأخرى أو البيئة.
الآلية الدقيقة للهجمات الحادة غير واضحة. الفرضية الأكثر تفضيلاً هي أن تراكم البرفو بيلينوجين يسبب تأثيرات سامة على الخلايا العصبية. يعد الجهاز العصبي اللاإرادي والمحيطي أكثر ضعفًا من الجهاز العصبي المركزي نظرًا لعدم حمايتهما بواسطة الحاجز الدموي الدماغي. يفسر ذلك وجود آلام البطن وعدم انتظام دقات القلب. قد يكون بعض الأفراد أكثر عرضة للإصابة بشلل جزئي بسبب زيادة تعرض الخلايا العصبية للسموم.